# Tolles Tierleben
Tolles Tierleben (englischer Originaltitel: Guardians of Being) ist ein 2009 erschienenes Bilderbuch, das von Eckhart Tolle geschrieben und von Patrick McDonnell gezeichnet wurde. 

## Inhalt
Die offizielle Website von Eckhart Tolle beschrieb das Buch als Ausdruck „einer tiefen Liebe zur Natur, zu Tieren, zu Menschen, zu allen Lebensformen [und] es feiert und erinnert uns an … das Wunder und die Freude, die im gegenwärtigen Moment zu finden sind, mitten in der Schönheit, die wir manchmal um uns herum zu sehen vergessen“.
Das Buch wurde von Patrick McDonnell illustriert, dem Zeichner des Comicstrips Mutts.

## Veröffentlichungen
Das Buch wurde in Deutschland am 15. September 2009 beim Kamphausen Verlag veröffentlicht und schaffte es bis zur 9. Auflage. Nach dem Wechsel zum Arkana Verlag im Jahr 2024 liegt das Buch momentan in der 2. Auflage vor. Die amerikanische Erstveröffentlichung durch New World Library erfolgte am 1. Oktober 2009.

## Rezeption
Ken MacQueen von Macleans.ca bezeichnete es als sein „dünnstes, aber vielleicht zugänglichstes Werk, [das] Tolles Lehren auf weniger als 1.000 Wörter destilliert“. Nick DiMartino von Shelf-Awareness.com sagte: „Man möge dem Buch seinen prätentiösen, albernen Titel verzeihen. Ansonsten ist es … ein kleines Juwel über die Rolle, die Tiere in unserem spirituellen und geistigen Leben spielen.“